# 제501보병여단
제501보병여단은 대구광역시 북구에 있는 대한민국 육군의 예비군 교육 및 훈련 보병여단이다. 예하 대대의 관할지역에 주소를 둔 예비군을 정기적으로 소집하여 교육훈련하는 임무를 수행한다.

## 부대
- 제1대대 - 북구
- 제2대대 - 동구
- 제3대대 - 수성구
- 제4대대 - 중구, 남구
- 제5대대 - 달서구
- 제6대대 - 서구
- 제7대대 - 달성군
- 군수지원대대

## 같이 보기
- 제503보병여단
- 제505보병여단